# Ким, Владимир Алексеевич
Владимир Алексеевич Ким (род. 2 августа 1972, Менделеево, Крымская область) — российский муниципальный деятель и политик. Заместитель главы Администрации города Симферополя (2021—2025). Глава администрации города и городского округа Феодосия.

## Биография
Родился 2 августа 1972 года в селе Менделеево Красногвардейского района. В 1990 году закончил профтехучилища № 1 в Симферополе. 12.1990-04.1992 срочная служба в Вооруженных силах. В 1994 году закончил Юридический техникум в Симферополе. 09.1994-10.1999 — менеджер, начальник торгового отдела ООО «Литл Биг», Ялта. 08.2000-08.2001 — директор фирмы «Бэлла», г. Симферополь . 01.2002-08.2002 генеральный директор ООО «Мерсия Трейд». 09.2002-09.2003 — начальник отдела сбыта фирмы «Апекс Крым». 09.2003-10.2008 — заместитель директора, директор ЧП «Тиаре-С». Закончил Университет экономики и управления, специальность Управление персоналом. В 2008- 2010 годах управляющий делами исполнительного комитета Киевского районного совета Симферополя. 07.2010-06.2014 — первый заместитель председателя Симферопольской районной государственной администрации. 06.2014-11.2014 — заместитель генерального директора по связям с общественностью АООО «Симферопольское». 06.2016-11.2016 — генеральный директор ООО «Интегра Крым». 09.2019-10.2019 — заместитель директора по административной работе Финансово-экономического колледжа, Симферополь. 11.2019-01.2021 — начальник отдела хозяйственного обеспечения хозяйственного управления АНО «Фонд защиты вкладчиков». 06.2021 — 02.2025 — заместитель главы Администрации города Симферополя. Он курировал сферы внутренней и информационной политики Симферополя.
С апреля 2025 года первый заместитель главы Администрации города Феодосии, исполняющий обязанности главы. 3 июня 2025 года на сессии горсовета утверждён главой администрации города Феодосии.
В своей программе он обещал сконцентрироваться на повышении качества работы коммунального хозяйства, развитии туризма, улучшении инвестиционного климата и росте доходной части бюджета Феодосии.

## Награды
- Заслуженный работник культуры Автономной Республики Крым (2010)
- Благодарность руководителя Федерального агентства по делам национальностей России (2022)
- Медаль «За доблестный труд» (2022)[1].